# Sainte-Croix-de-Mareuil
Die französische Gemeinde Sainte-Croix-de-Mareuil (okzitanisch Senta Crotz de Maruelh) liegt im Nordwesten des Départements Dordogne in der Region Aquitanien. Sie hat 144 Einwohner (Stand 1. Januar 2022) und gehört zum Kanton Brantôme en Périgord im Arrondissement Nontron. Zuständiger Gemeindeverband ist die Communauté de communes Dronne et Belle. Das Gemeindegebiet ist in den Regionalen Naturpark Périgord-Limousin integriert.

## Etymologie
Sainte-Croix oder okzitanisch Senta Crotz (von Lateinisch Sanctae crucis) ist das Heilige Kreuz. Mareuil oder Maruelh leitet sich ab von der gallischen Wortwurzel mare (groß) und der Endung -ialo (Rodung, Lichtung).

## Geographie

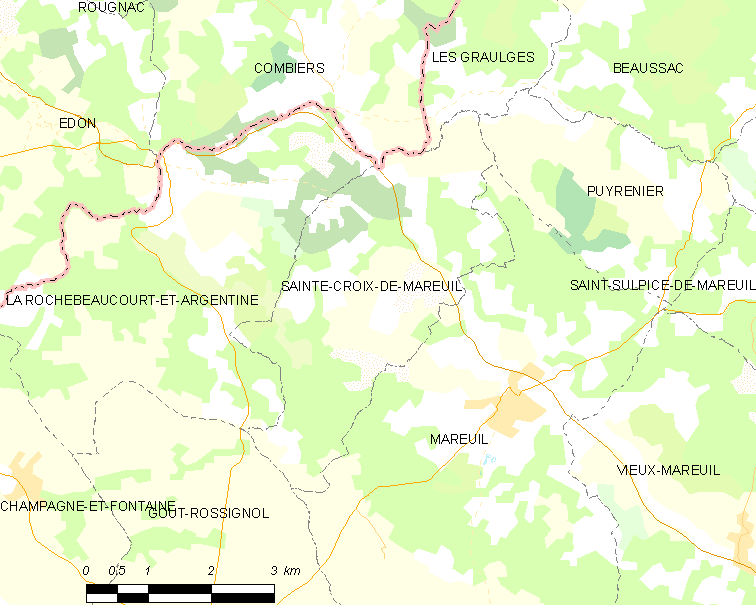
Lagekarte von Sainte-Croix-de-Mareuil

Sainte-Croix-de-Mareuil  wird von folgenden Nachbargemeinden umgeben:
| Combiers (Charente)            | Mareuil en Périgord (Les Graulges)          | Mareuil en Périgord (Puyrenier)                |
| La Rochebeaucourt-et-Argentine | Kompassrose, die auf Nachbargemeinden zeigt | Mareuil en Périgord (Saint-Sulpice-de-Mareuil) |
| Gout-Rossignol                 | Gout-Rossignol                              | Mareuil en Périgord (Mareuil)                  |

Die Gemeinde ist Grenzgemeinde zum Département Charente.
Zum Gemeindegebiet gehören folgende Geländepunkte, Schlösser, Weiler und Gehöfte: Beauchaud, Bois de Gabardeau, Château d'Ambelle, Croix de Barrelanne,  Forêt d'Ambelle,  La Borie, La Chabroulie, La Chatrie, La Durantie, La Forêt, La Grande Côte, La Neuillie, La Vielle Côte, L'Echandeuil, Le Clos Brun, Le Sablon, Les Brègnes, Les Combes, Les Forgerons, Les Petits Essards, Les Plaines, Montplaisir, Teillet, Terres Blanches, Tuillière und Verdinas.
Die Gemeinde liegt zwischen zwei Nordwest-Südost streichenden Höhenrücken, wobei der im Südwesten liegende Rücken von weit größerer Ausdehnung ist und recht flach nach Nordost zur Belle hin abfällt.
Der topographisch tiefstgelegene Punkt mit 95 Metern über dem Meer liegt im Nordwesten, am Zusammenfluss von der Belle mit der von Osten kommenden Nizonne. Der höchste Punkt mit 194 Metern befindet sich in unmittelbarer Nähe des Weilers La Durantie im äußersten Südosten des Gemeindegebiets. Die maximale Höhendifferenz beträgt somit 99 Meter.

### Verkehrsanbindung
Der Ortskern von Sainte-Croix-de-Mareuil befindet sich etwa 1 Kilometer südwestlich der D 939 von Périgueux nach Angoulême, etwa drei Kilometer nordwestlich von Mareuil und sechs Kilometer südöstlich von La Rochebeaucourt. Die Nordostgrenze der Gemeinde wird von der D 99 von Mareuil nach Les Graulges berührt. Von Mareuil im Südosten kommend kreuzt eine Kommunalstraße den Ortskern und führt weiter nach La Rochebeaucourt. Sie wurde im Mittelalter angelegt und wird oft fälschlicherweise wegen ihres geraden Verlaufs als voie romaine bezeichnet. Vom Ortskern zweigt eine weitere Kommunalstraße nach Südwesten in Richtung Gout-Rossignol ab. Die D 12 von La Rochebeaucourt nach Verteillac führt an der Westgrenze der Gemeinde entlang, berührt diese aber nicht mehr. Ferner existieren mehrere kleine Querverbindungen zu den verschiedenen Weilern.

### Bodenbedeckung

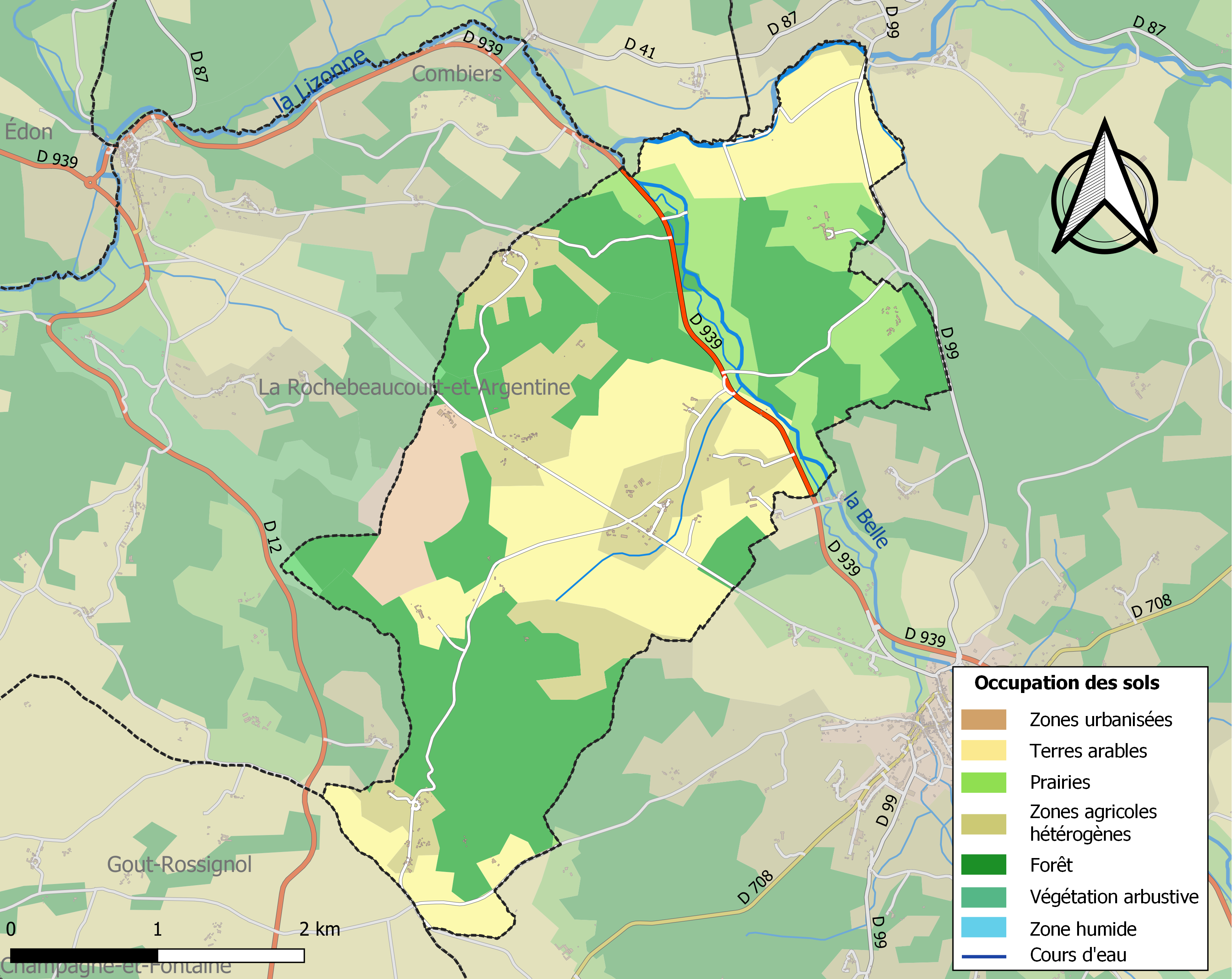
Bodenbedeckung in Sainte-Croix-de-Mareuil

Die Bodenbedeckung der Gemeinde Sainte-Croix-de-Mareuil schlüsselt sich im Jahr 2018 gemäß der europäischen Datenbank CORINE Land Cover (CLC) wie folgt auf:
- Wälder – 39,9 %
- heterogene landwirtschaftliche Nutzung – 16,2 %
- Wiesen – 10,9 %
- Buschwerk und/oder Grasland – 0,3 %
- Ackerland – 28,2 %
- Steinbrüche usw. – 4,6 %.

Die landwirtschaftliche Nutzung steht im Vordergrund, sie ist für die rein landwirtschaftliche Nutzung (bestehend aus heterogener Landwirtschaft inklusive Wiesen und Ackerland) von 54,0 % im Jahr 1990 auf 55,3 % im Jahr 2018 angewachsen.

## Klima
Sainte-Croix-de-Mareuil besitzt ein abgeschwächtes ozeanisches Klima, das sich durch folgende Parameter auszeichnet:
| Klimaparameter im Zeitraum 1971–2000 - Jahresmittel: 12,4 °C - Anzahl der Tage unter −5 °C: 2,7 - Anzahl der Tage oberhalb 30 °C: 8,5 - Maximum im Tages-Temperaturunterschied: 14,4 °C - Jahresniederschlag: 916 mm - Niederschlagstage im Januar: 12,3 - Niederschlagstage im Juli: 6,8 |

Durch den Klimawandel zeichnen sich Erhöhungen im Jahresmittel ab, die sich bereits auch bemerkbar machen. So ist beispielsweise an der 62 Kilometer entfernten Wetterstation in Châteaubernard das langjährige Jahresmittel von 12,9 °C für 1971–2000 über 13,3 °C für 1981–2010 auf 13,8 °C für 1991–2020 angestiegen – ein Zuwachs um 0,9 °C innerhalb von 20 Jahren.

## Hydrographie

Hydrographische Karte von Sainte-Croix-de-Mareuil

Das Gemeindegebiet wird von der Belle, einem linken Nebenfluss der Lizonne (bzw. Nizonne), in Südost-Nordwest-Richtung durchflossen. Die äußerste Nordgrenze wird von der Nizonne gebildet. Ein rechter, etwa 2 Kilometer langer Seitenarm der Belle zieht in nordöstlicher Richtung am Ortskern vorbei. In etwa gegenüber seiner Mündung kommt als rechter Seitenarm ein kleines Trockental in südwestlicher Richtung herab, welches unterhalb von La Neuillie seinen Ausgang nimmt.
Belle und Nizonne gehören beide zum Flusssystem Isle-Dronne.
Die Gesamtlänge des Entwässerungsnetzes in der Gemeinde Sainte-Croix-de-Mareuil beträgt 12 Kilometer.

## Geologie

Geologische Karte von Sainte-Croix-de-Mareuil

Sainte-Croix-de-Mareuil liegt im Herzen der Mareuil-Antiklinale. Die aufgeschlossene Schichtenfolge des nordöstlichen Aquitanischen Beckens reicht vom Kimmeridgium (Formation j7-8) bis zum Oberen Santonium hinauf (Formation c5b-c).  Erwähnenswert ist ferner die deutlich erkennbare Schichtstufe des Turoniums (Angoumien und Oberturon – Formationen c3b und c3c); sie umringt halbkreisförmig die leichte strukturelle Aufbeulung der Antiklinale mit seinem Cenomanium (Formation c1-2) und Kimmeridgium.
Im Pleistozän wurden im Nordosten des Gemeindegebiets auf den Kreidesedimenten kolluviale Alterite abgesetzt (Formation ACC), die im Wesentlichen aus Sanden und Kiesen bestehen, welche aus dem sandigen oberen Santonium hervorgegangen sind. Die beiden Seitentäler der Belle werden von würmzeitlichen Hangschutt aus Kalkbruch in einer Matrix aus Sanden und Tonen verfüllt. In den Talungen der Belle und der Nizonne ist holozäner Alluvialboden abgesetzt.
Mit der Antiklinale ist eine Nordwest-streichende Verwerfung assoziiert – die Mareuil-Störung. An ihr wurde der Südwestflügel der Antiklinale um rund 30 Meter emporgedrückt. Die Störung war möglicherweise auch als dextrale, transpressive Seitenverschiebung tätig.
Das Turonium wird in einem großen Steinbruch bei Verdinas von der Firma CMP kommerziell abgebaut. Der extrem reine Kalk dient als Granulat, Zuschlagstoff bei der Photopapierherstellung und als Kalkplatten für das Baugewerbe.

## Ökologie

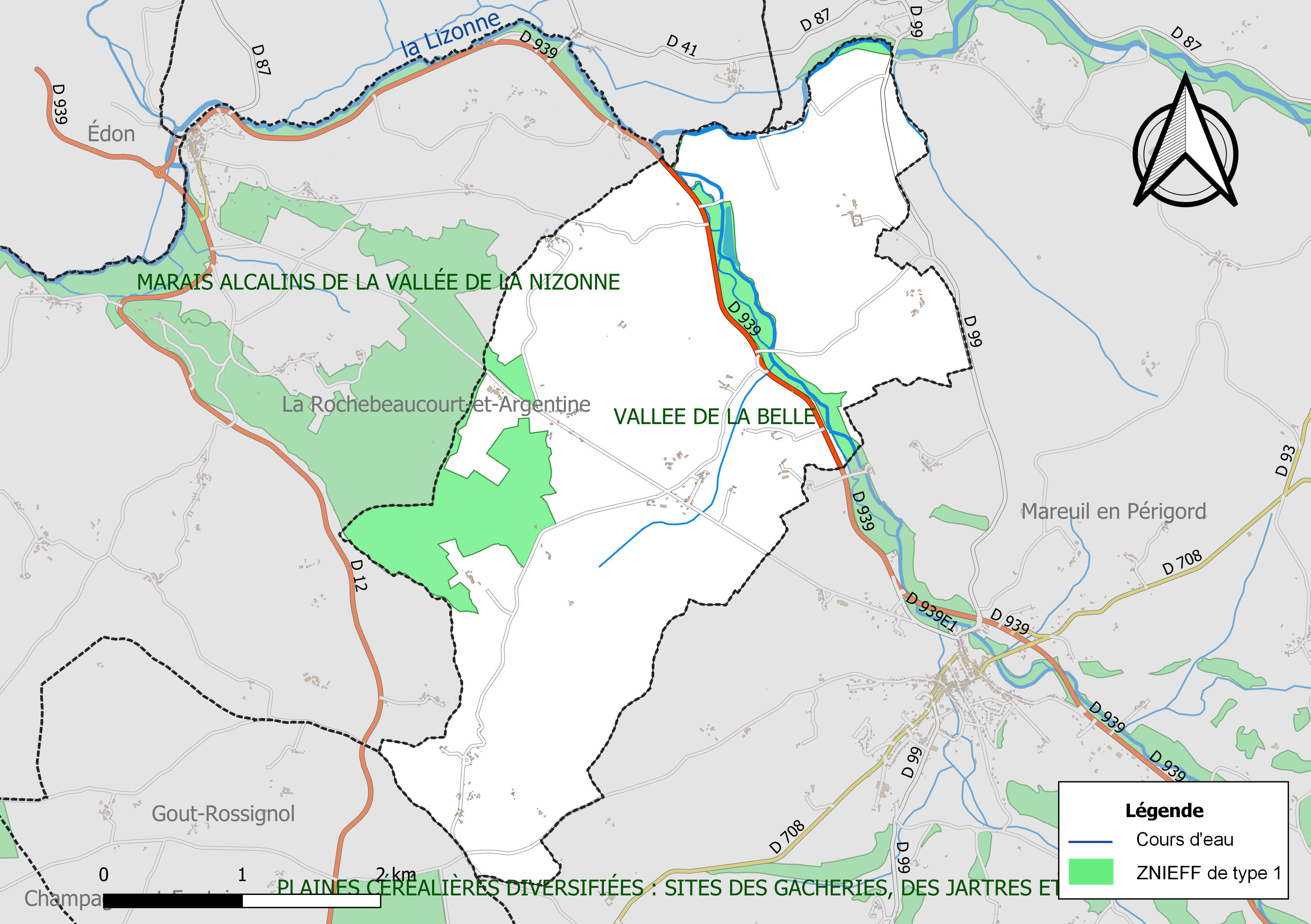
Schutzgebiete des Typus 1

### Naturpark
Die Gemeinde Sainte-Croix-de-Mareuil bildet seit 1998 einen integralen Bestandteil des Regionalen Naturparks Périgord-Limousin. Ihre Mitgliedschaft wurde im Jahr 2011 erneuert.

### Schutzgebiete
Die Gemeinde besitzt verschiedenerlei Schutzgebiete (ZNIEFF – Französisch zone naturelle d'interêt écologique, faunistique et floristique):

#### Schutzgebiete des Typus 1
Schutzgebiete des Typus 1 finden sich einmal in einem schmalen Streifen entlang der Belle (unter der Bezeichnung Vallée de la Belle) sowie entlang der Westgrenze in Verlängerung des Schutzgebietes der Nachbargemeinde La Rochebeaucourt-et-Argentine auf dem Kalkplateau von Argentine (unter der Bezeichnung Coteaux calcaires de La Rochebeaucourt-et-Argentine).

#### Schutzgebiete des Typus 2
Die Schutzgebiete des Typus 2 folgen den Gebieten des Typus 1, sie sind aber weit ausgedehnter. Auch ein sehr schmaler Streifen an der Nizonne steht als Vallées de la Nizonne, de la Tude et de la Dronne en Poitou-Charentes unter Schutz.

#### Natura 2000
Die Talungen der Nizonne, der Belle und ihrer Seitenarme fallen gleichermaßen unter die Schutzmaßnahmen von Natura 2000, in diesem Fall unter der Bezeichnung Vallée de la Nizonne.

## Geschichte
Das älteste erhaltene Bauwerk in Sainte-Croix-de-Mareuil ist zweifelsohne die romanische Kirche.

## Bevölkerungsentwicklung
| Jahr | Einwohner |  |
| 1962 | 160       |  |
| 1968 | 150       |  |
| 1975 | 153       |  |
| 1982 | 144       |  |
| 1990 | 142       |  |
| 1999 | 137       |  |
| 2006 | 132       |  |
| 2007 | 133       |  |
| 2011 | 139       |  |
| 2016 | 148       |  |
| 2019 | 155       |  |

Quelle: INSEE
Die Bevölkerung der Gemeinde Sainte-Croix-de-Mareuil war unter einer leichten Schwankung bis 2006 generell rückläufig. Sie scheint sich ab 2007 wieder zu erholen.

## Verwaltung
Bürgermeister von Sainte-Croix-de-Mareuil war seit 1996 der parteilose Rentner Michel Jacky Boyer. Er wurde im April 2014 von der zur Divers droite gehörenden Rentnerin des öffentlichen Dienstes Josiane Boyer abgelöst, welche im Mai 2020 wiedergewählt wurde.

## Präsidentschaftswahlen 2022
| Kandidaten                       | Kandidaten            | Parteien                      | Parteien            | 1. Wahlgang | 1. Wahlgang | 2. Wahlgang | 2. Wahlgang |
| Kandidaten                       | Kandidaten            | Parteien                      | Parteien            | Stimmen     | %           | Stimmen     | %           |
| -------------------------------- | --------------------- | ----------------------------- | ------------------- | ----------- | ----------- | ----------- | ----------- |
|                                  | Marine Le Pen         | Front national                | FN                  | 24          | 26,97 %     | 52          | 57,78 %     |
|                                  | Emmanuel Macron       | En marche !                   | EM                  | 16          | 17,98 %     | 38          | 42,22 %     |
|                                  | Jean-Luc Mélenchon    | Front de gauche               | FDG                 | 17          | 19,10 %     |             |             |
|                                  | Éric Zemmour          | Reconquête                    |                     | 14          | 15,73 %     |             |             |
|                                  | Valérie Pécresse      | Les Républicains              | LR                  | 4           | 4,50 %      |             |             |
|                                  | Jean Lassalle         | Résistons !                   | R                   | 9           | 10,11 %     |             |             |
|                                  | Anne Hidalgo          | Parti socialiste              | PS                  | 2           | 2,25 %      |             |             |
|                                  | Fabien Roussel        | Parti communiste français     | PC                  | 0           | 0,00 %      |             |             |
|                                  | Nicolas Dupont-Aignan | Debout la République          | DLR                 | 1           | 1,12 %      |             |             |
|                                  | Yannick Jadot         | Europe Écologie-Les Verts     | EELV                | 1           | 1,12 %      |             |             |
|                                  | Nathalie Arthaud      | Lutte Ouvrière                | LO                  | 0           | 0,00 %      |             |             |
|                                  | Philippe Poutou       | Nouveau Parti anticapitaliste | NPA                 | 1           | 1,12 %      |             |             |
|                                  |                       |                               |                     |             |             |             |             |
| Gesamt                           | Gesamt                | Gesamt                        | Gesamt              | 89          | 100 %       | 90          | 100 %       |
|                                  |                       |                               |                     |             |             |             |             |
| Gültige Stimmen                  | Gültige Stimmen       | Gültige Stimmen               | Gültige Stimmen     | 89          | 97,80 %     | 90          | 90,91 %     |
| Ungültige Stimmen                | Ungültige Stimmen     | Ungültige Stimmen             | Ungültige Stimmen   | 2           | 2,20 %      | 9           | 9,09 %      |
| Wahlbeteiligung                  | Wahlbeteiligung       | Wahlbeteiligung               | Wahlbeteiligung     | 91          | 73,98 %     | 99          | 80,49 %     |
| Enthaltungen                     | Enthaltungen          | Enthaltungen                  | Enthaltungen        | 32          | 26,02 %     | 24          | 19,51 %     |
| Registrierte Wähler              | Registrierte Wähler   | Registrierte Wähler           | Registrierte Wähler | 123         |             | 123         |             |
|                                  |                       |                               |                     |             |             |             |             |
| Quelle: Ministère de l'Intérieur |                       |                               |                     |             |             |             |             |

Die Präsidentschaftswahlen 2022 in Sainte-Croix-de-Mareuil konnte Marine Le Pen deutlich für sich entscheiden.

## Sehenswürdigkeiten
An Sehenswürdigkeiten ist in Sainte-Croix-de-Mareuil die romanische Kirche Église de l'Exaltation-de-la-Sainte-Croix zu erwähnen.

## Photogalerie

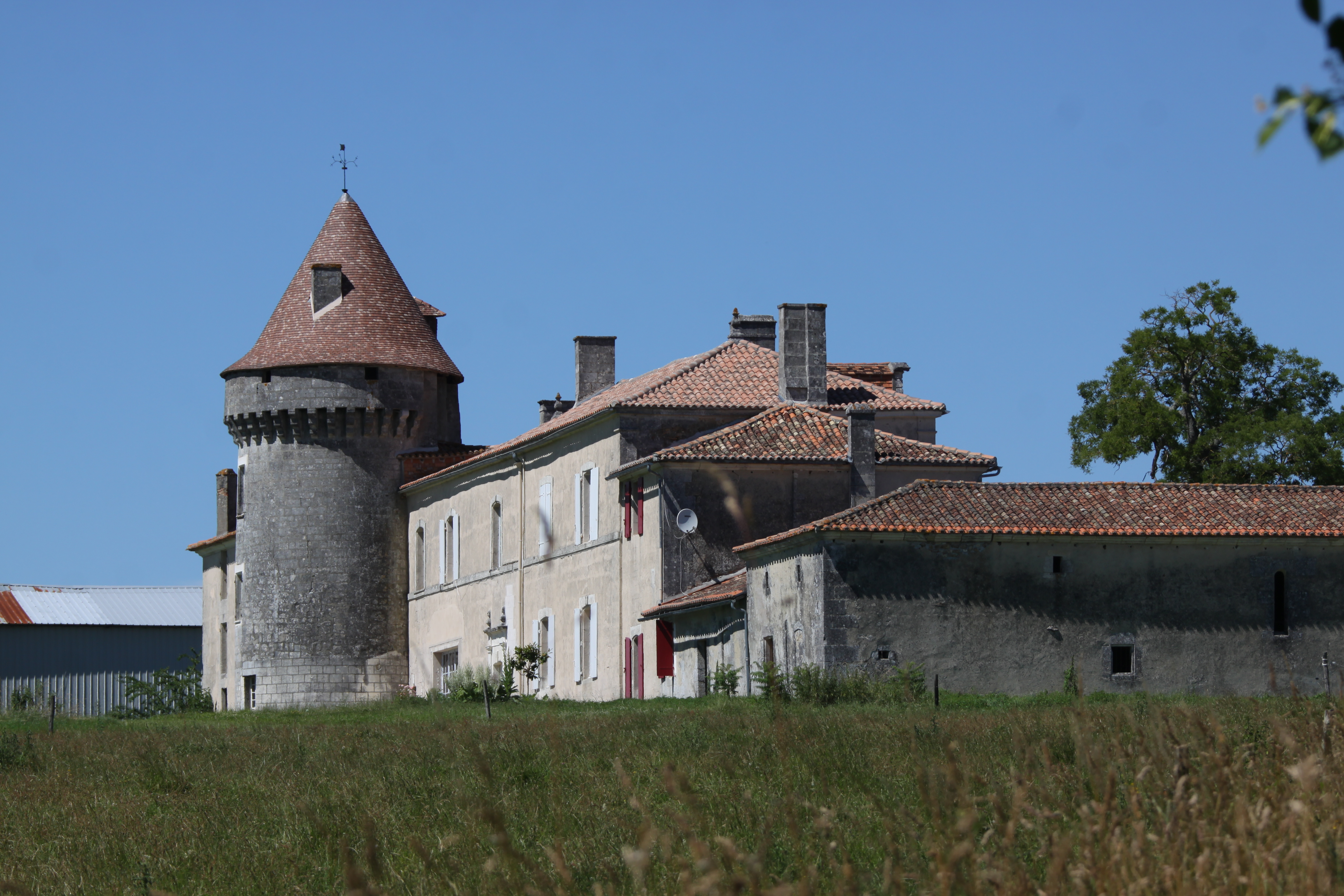
Das Château d'Ambelle
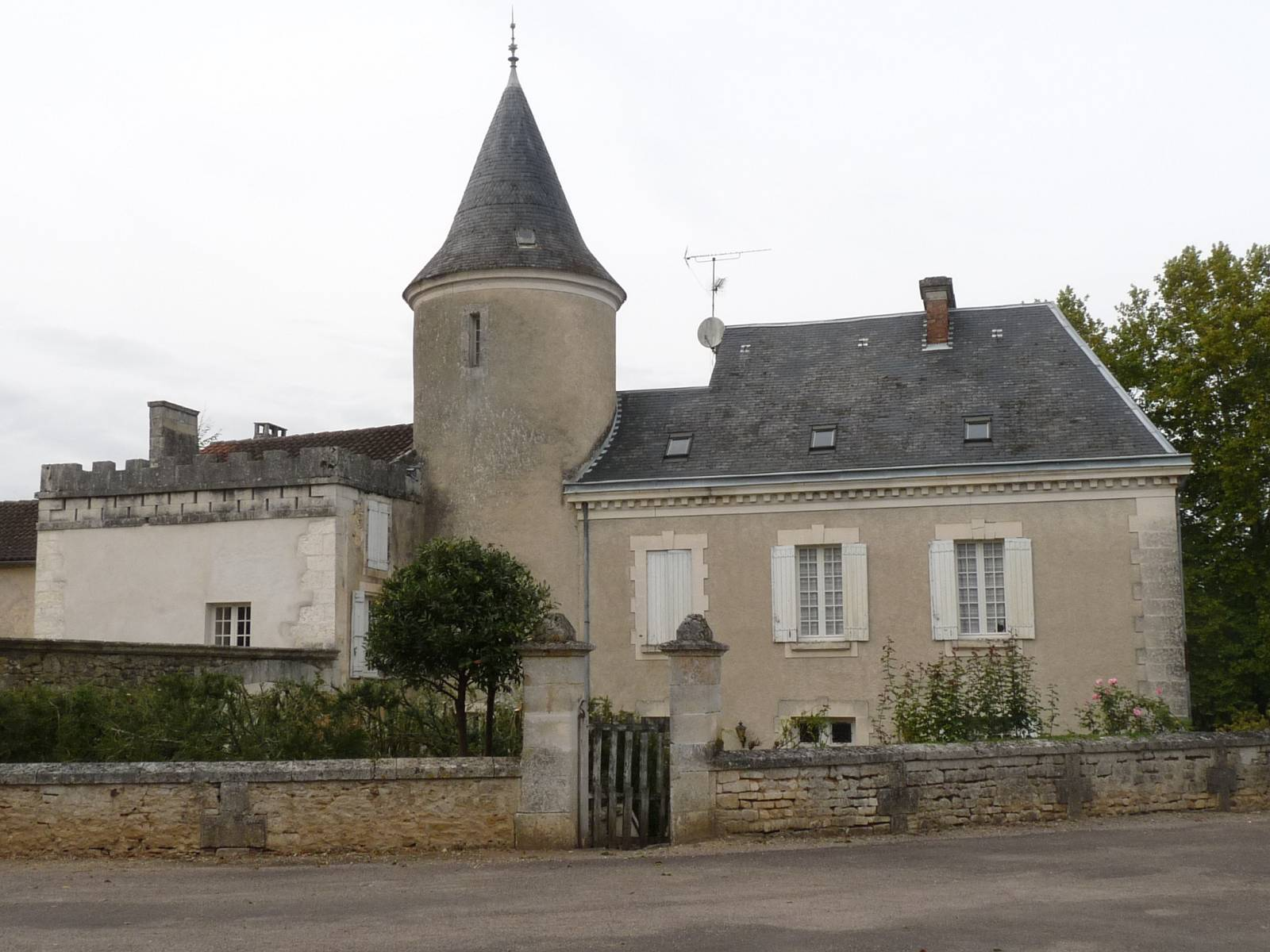
Das Manoir in Sainte-Croix-de-Mareuil
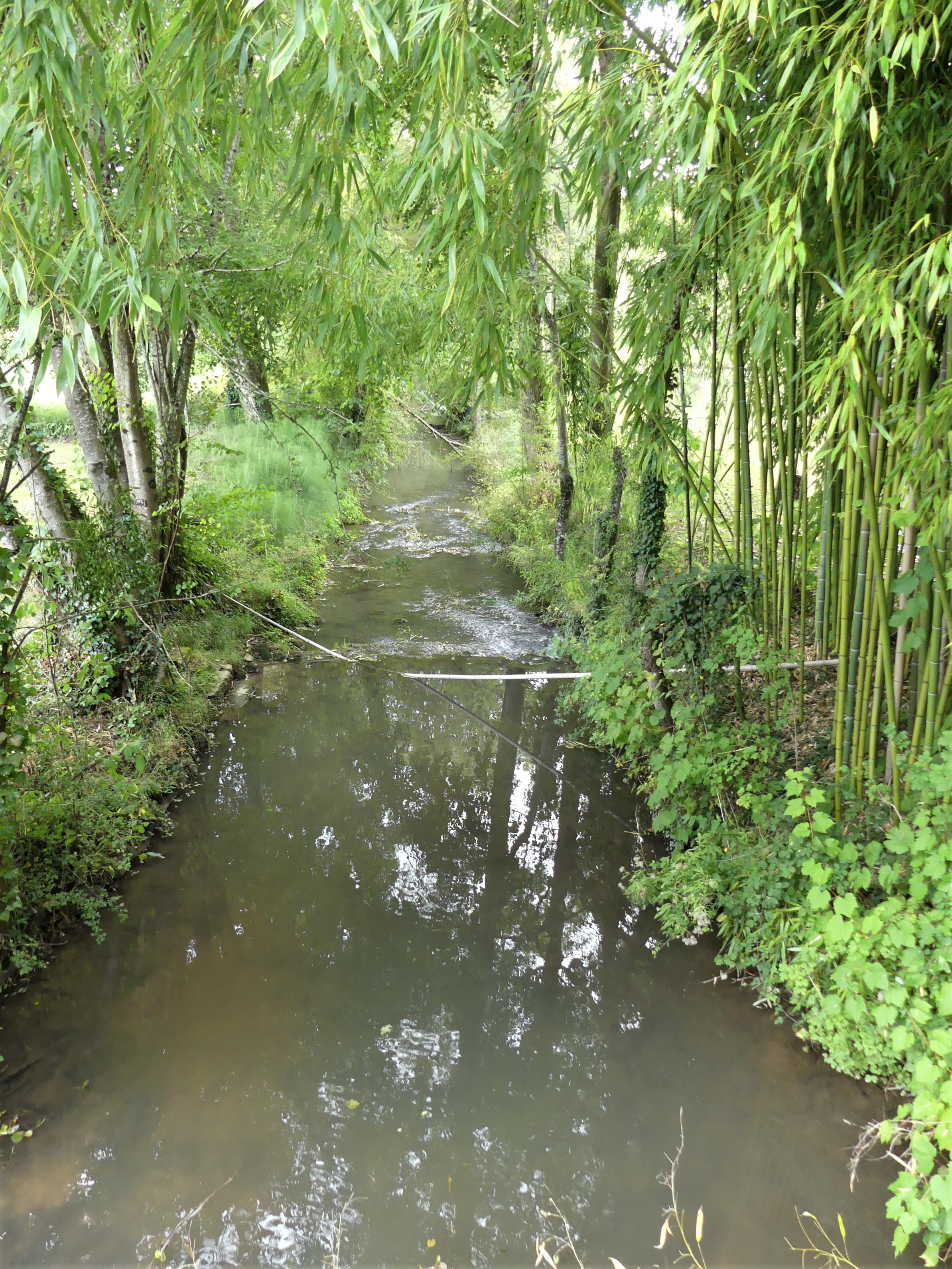
Die Nizonne an der Grenze zu Les Graulges (rechterhand)
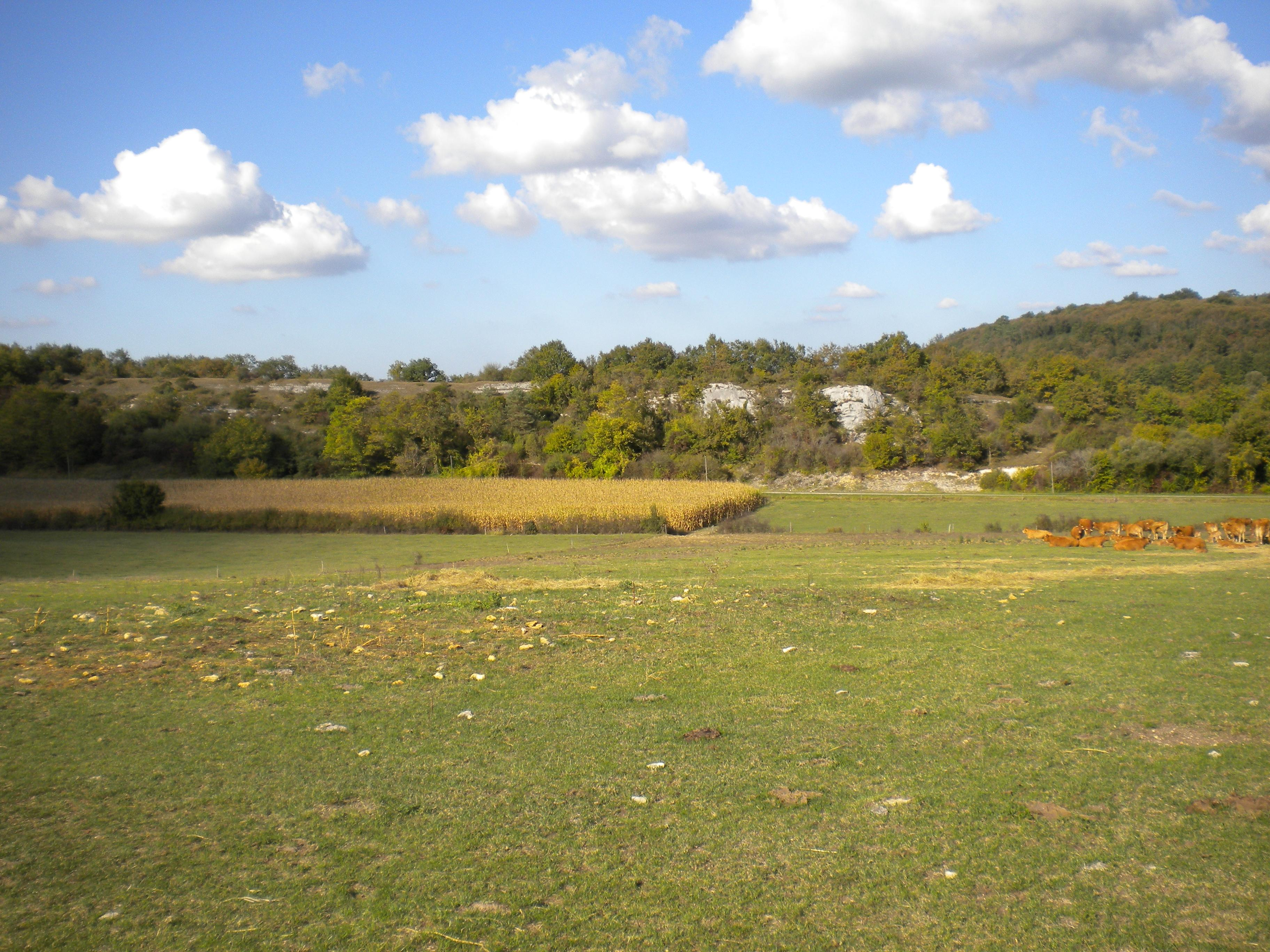
Das Nordwestende der Mareuil-Antiklinale
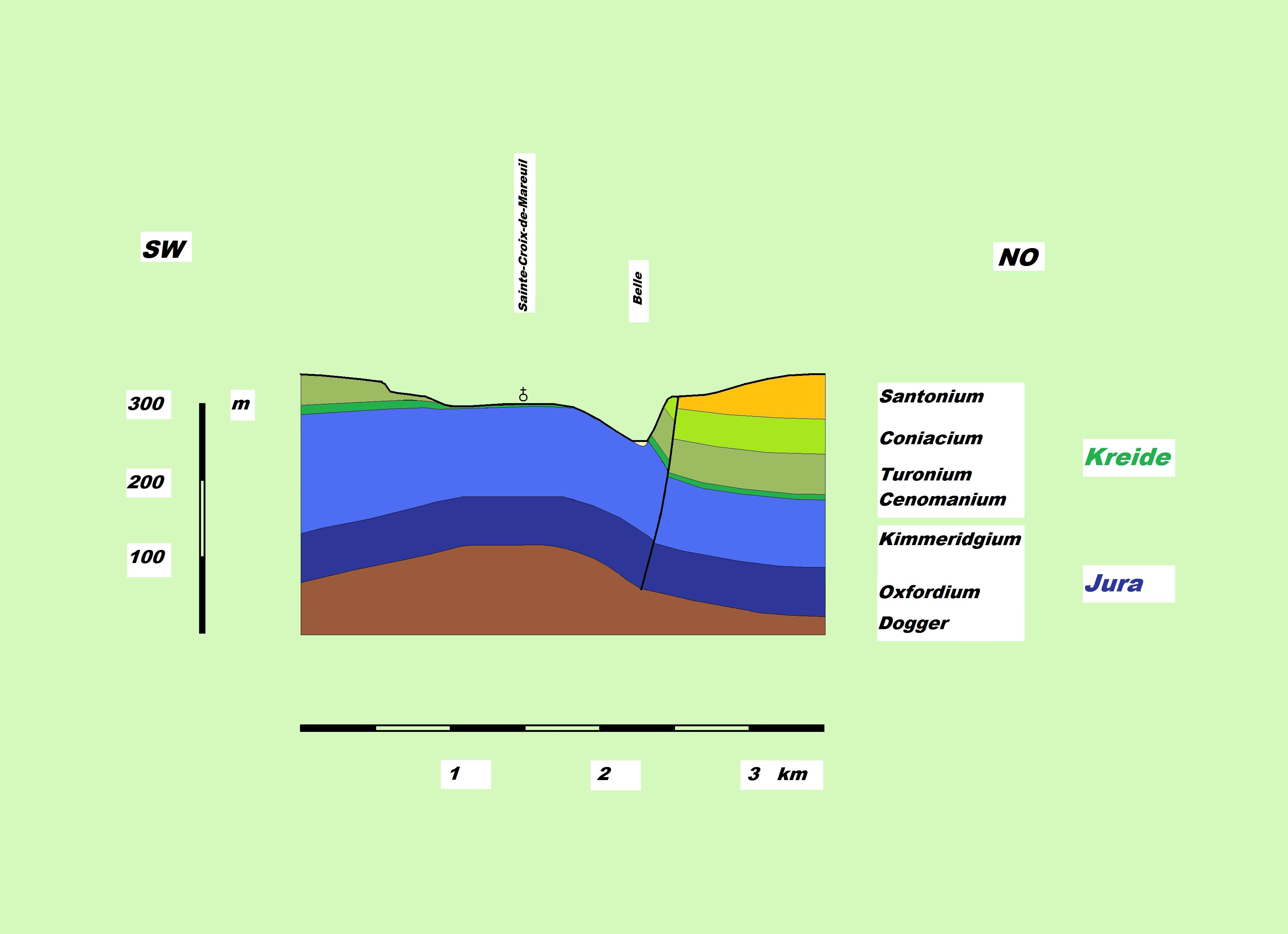
Profil der Mareuil-Antiklinale
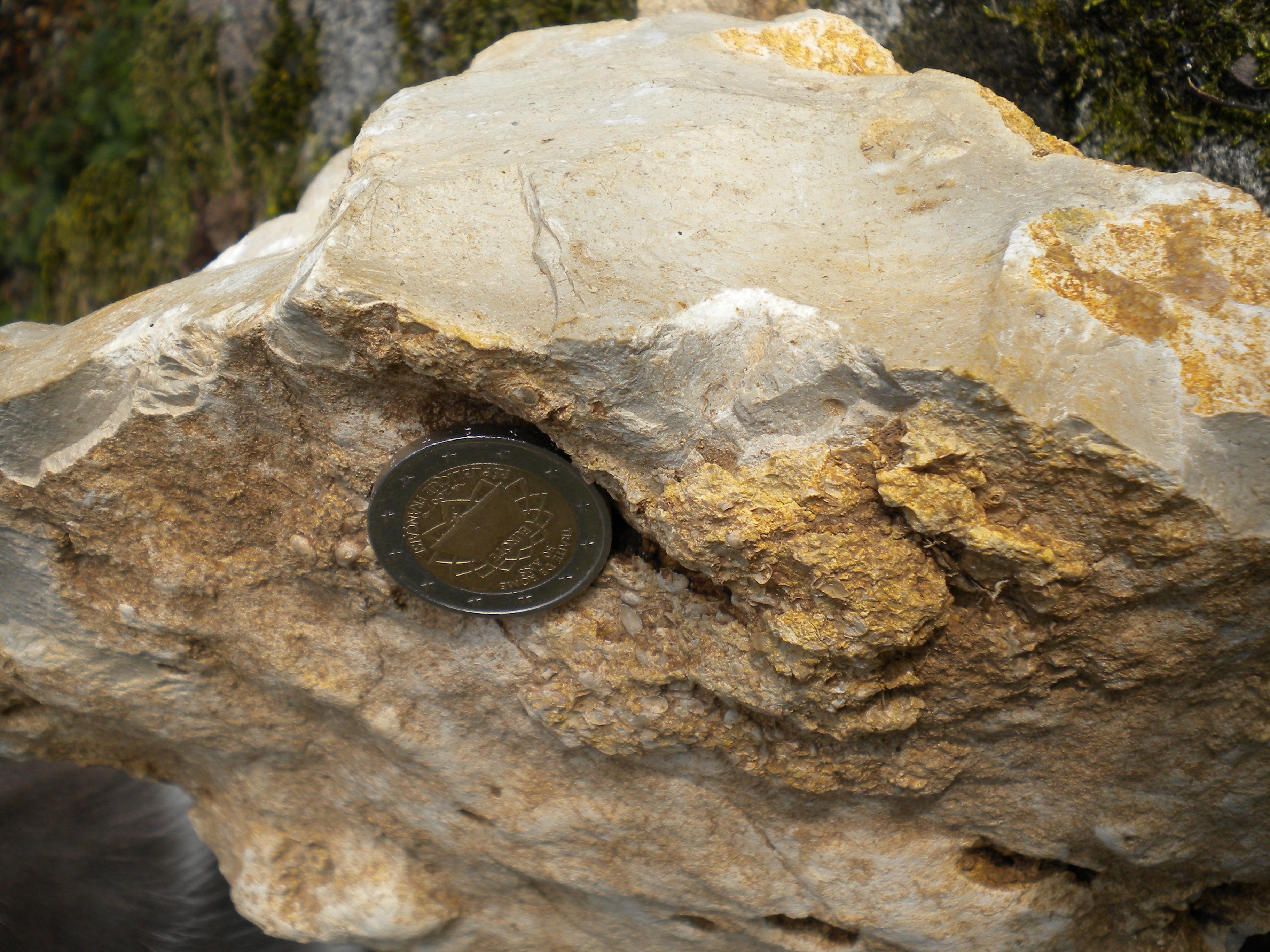
Kimmeridgium der Mareuil-Antiklinale

## Persönlichkeiten
- Jacques Vivier (1930-2021), Radrennfahrer